# 32278 Makaram
32278 Makaram è un asteroide della fascia principale. Scoperto nel 2000, presenta un'orbita caratterizzata da un semiasse maggiore pari a 2,6272385 UA e da un'eccentricità di 0,0967748, inclinata di 1,93503° rispetto all'eclittica.